# Toni Storm
Toni Rossall, meglio conosciuta con il ring name Toni Storm (Auckland, 19 ottobre 1995), è una wrestler neozelandese con cittadinanza australiana sotto contratto con la All Elite Wrestling.

## Carriera

### Circuito indipendente (2010–2017)
Debuttò nell'Impact Pro Wrestling Australia all'età di 13 anni e decise di diventare una wrestler professionista e convinse sua madre a trasferirsi a Liverpool. Mentre viveva in Inghilterra, venne allenata da Dean Allmark. Iniziò a lavorare in diverse nazioni tra le quali Finlandia, Francia, Germania e Spagna. Prese parte a un match di prova della WWE in un tour australiano a Melbourne nel 2014 e nel Regno Unito nel 2015.
Debuttò nella Progress Wrestling il 14 aprile 2015, dove venne sconfitta da Elizabeth.
Nel maggio del 2017, divenne la prima Progress Women's Champion dopo aver sconfitto Jinny e Laura Di Matteo in un triple threat match. Quel match fu il primo nel quale una wrestler femminile lottò nel main event di un evento della Progress. Nel corso dell'anno, difese con successo il titolo contro avversarie del calibro di Kay Lee Ray, Laura Di Matteo e Candice LeRae.
Nel 2016, iniziò a lavorare per la federazione giapponese, World Wonder Ring Stardom, dove vinse il SWA World Championship il 24 luglio. Il 2 ottobre 2016, la Stadorm annunciò che aveva ufficialmente firmato con la compagnìa. Dopo aver vinto il 2017 Cinderella Tournament il 30 aprile, vinse anche il 2017 5★Star GP il 18 settembre, diventando la prima wrestler a vincere due torneo nello stesso anno. Il 24 settembre, divenne la nuova World of Stardom Champion in un finale non pianificato, quando Mayu Iwatani si infortunò sul serio durante la difesa titolata contro Storm, inducendo l'arbitro a fermare l'incontro e dare il titolo alla Storm.

### WWE  (2017–2021)

#### NXT UK(2017–2020)
Il 16 giugno 2017 la WWE ha annunciato che sarebbe stata una delle trentadue partecipanti al Mae Young Classic, torneo femminile dedicato alla memoria di Mae Young. La Storm si è qualificata al torneo il 28 agosto, sconfiggendo Ayesha Raymond nel turno preliminare. La settimana successiva ha sconfitto Lacey Evans agli ottavi di finale e Piper Niven ai quarti di finale; tuttavia è stata eliminata in semifinale dalla giapponese Kairi Sane, poi vincitrice del torneo.
Nell'autunno del 2018 ha partecipato nuovamente al Mae Young Classic. Nel turno preliminare, disputatosi il 19 settembre, ha sconfitto Jinny Couture, mentre il 3 ottobre ha sconfitto Hiroyo Matsumoto agli ottavi di finale. Il 17 ottobre ha superato Mia Yim ai quarti di finale e la settimana successiva si è qualificata alla finale battendo Meiko Satomura. Il 28 ottobre, al pay-per-view Evolution, ha vinto il torneo sconfiggendo la giapponese Io Shirai.
Dopo la vittoria nella seconda edizione del Mae Young Classic, è stata assegnata al roster di NXT UK. Ha fatto il suo esordio nello show giallo il 17 ottobre 2018, battendo Nina Samuels, stabilendosi come face. Nella puntata di NXT UK del 7 novembre, ha sconfitto la connazionale Dakota Kai; a fine match, la aiuta dopo che ha subito un brutale attacco da Jinny. In seguito, ha preso parte al torneo per inaugurare la nuova NXT UK Women's Champion. Nella puntata di NXT UK del 21 novembre, la sconfitto Isla Dawn al primo turno e nella seconda parte dell'episodio anche Jinny, avanzando in finale. Nella puntata di NXT UK del 28 novembre, è stata sconfitta da Rhea Ripley nella finale, la quale si laurea prima campionessa del roster. Nella puntata di NXT UK del 19 dicembre, Toni ha sconfitto Charlie Morgan. Nella puntata di NXT UK del 26 dicembre, soccorre Deonna Purrazzo, che stava subendo un brutale attacco da parte di Rhea Ripley dopo averla sconfitta. Nella puntata di NXT UK del 2 gennaio 2019, ha sconfitto Deonna Purrazzo, per poi ritrovarsi sul ring faccia a faccia con Rhea Ripley, che affronterà nel primo TakeOver del brand ad NXT UK TakeOver: Blackpool. Nella puntata di NXT UK del 9 gennaio, avviene un confronto fra Toni Storm e Rhea Ripley, divise poi dagli arbitri.
Il 12 gennaio, a NXT UK TakeOver: Blackpool, ha sconfitto Rhea Ripley conquistando l'NXT UK Women's Championship. Nella puntata di NXT UK del 6 febbraio, cerca di salvare Xia Brookside da un attacco di Rhea Ripley ma collidono, permettendo alla Ripley di prevalere. Nella puntata di NXT UK del 13 febbraio, tiene un promo sul ring definendo Rhea Ripley una bulla, prima che la diretta interessata la possa raggiungere e iniziare una rissa, terminata con la Ripley che si allontana. Nella puntata di NXT UK del 20 febbraio, ha difeso il titolo contro Rhea Ripley. Nella puntata di NXT UK del 20 marzo, viene intervistata riguardo alla sfida lanciatale da Jinny, affermando che lei ha un titolo mentre la rivale non ha niente. Nella puntata di NXT UK del 3 aprile, viene attaccata nel backstage da Jinny e parte una rissa, terminata dagli arbitri. Nella puntata di NXT UK del 10 aprile, ha difeso il titolo contro Jinny. Nella puntata di NXT UK del 29 maggio, ha difeso il titolo contro Nina Samuels. Nella puntata di NXT UK del 26 giugno. Il 31 agosto, a NXT UK TakeOver: Cardiff, ha perso il titolo contro Kay Lee Ray dopo 231 giorni di regno.
Dopo diversi mesi di inattività, il 23 novembre, viene annunciata nel Team NXT alle Survivor Series 2019 per il 5-on-5-on-5 Traditional Survivor Series Women's Elimination match insieme a Rhea Ripley, Candice LeRae, Io Shirai, Bianca Belair opposto Team Raw (Charlotte Flair, Asuka, Kairi Sane, Natalya e Sarah Logan) e al Team SmackDown (Sasha Banks, Carmella, Dana Brooke, Lacey Evans e Nikki Cross). Toni viene eliminata e sottomessa dalla Sharpshooter di Natalya e la Bank Statement di Sasha contemporaneamente, ma alla fine, il Team NXT conquista la contesa.
Nella puntata di NXT UK del 28 novembre, fa il suo ritorno nel roster giallo attaccando alle spalle la NXT UK Women's Champion Kay Lee Ray. Nella puntata di NXT UK del 5 dicembre, Toni ha sconfitto Killer Kelly; a fine match, viene colpita alle spalle da Kay Lee Ray, ma viene poi salvata da Piper Niven che cerca di stringerle la mano, ma la Storm rifiuta. Nella puntata di NXT UK del 12 dicembre, Toni si presenta sul ring per attaccare Kay Lee Ray, vittoriosa dal suo match non titolato contro Isla Dawn, e vengono raggiunte da Piper Niven, iniziando una rissa cessata a seguito dell'annuncio quale ad NXT UK TakeOver: Blackpool II la Ray difenderà l'NXT UK Women's Championship in un Triple threat match contro Piper e la Storm. Nella puntata di NXT UK del 2 gennaio 2020, Toni sale sul ring parlando di come Kay Lee Ray le sia entrata in testa e per questo ha avuto bisogno di allontanarsi per un po', dopodiché invita Piper Niven a raggiungerla, scusandosi di come sia stata un'amica non perfetta e chiedendole di farsi da parte per il match titolato, offrendole però una chance appena riconquisterà la cintura, Piper rifiuta e Toni cerca di strattonarla ma viene colpita con un headbutt, cominciando ad azzuffarsi, placate poi dall'intervento degli arbitri.
Nella puntata di NXT dell'8 gennaio, Toni fa la sua prima apparizione nel roster giallo, interrompendo i festeggiamenti di Rhea Ripley, ricordandole di averla battuta per ben due volte, e che una volta riconquistato l'NXT UK Women's Championship, a Worlds Collide avrà ancora la meglio su di lei e diventerà la detentrice di entrambe le cinture femminili di NXT, ma viene fermata da Kay Lee Ray, che avverte la Storm di doverla prima sconfiggere e ciò non capiterà; il battibecco continua con le interferenze di Io Shirai, Bianca Belair e Candice LeRae, tutte volenterose e decise a strappare la cintura alla Ripley, prima che il General Manager William Regal annuncia un six-women tag team match fra Rhea, Candice e Toni contro Bianca, Io e la Ray, dove a prevalere sono le prime. Il 12 gennaio, a NXT UK TakeOver: Blackpool II, Toni Storm prende parte al Triple threat match valevole per l'NXT UK Women's Championship contro Piper Niven e la campionessa Kay Lee Ray, dove la Ray difende la cintura dopo che Toni applica la Storm Zero ai danni della Niven, per poi essere scaraventata dal ring dalla campionessa che prende vantaggio ed effettua lo schienamento vincente. Nella puntata di NXT UK del 16 gennaio, viene mandata un'intervista a caldo di Toni Storm dopo la sconfitta subita a NXT UK TakeOver: Blackpool II, dove appare stizzita dal modo in cui Kay Lee Ray le ha rubato la vittoria, dichiarando che adesso toccherà a lei farlo a Worlds Collide quando strapperà il titolo dalle mani di Rhea Ripley. Nella puntata di NXT del 22 gennaio, Toni Storm ha sconfitto Io Shirai per squalifica, quando fa la sua comparsa Bianca Belair che attacca entrambe, fermata poi dall'intervento della NXT Women's Champion Rhea Ripley, scatenando una rissa fra le quattro, conclusa con la Storm che stende tutte con il Suicide Drive e alza in aria la cintura. Il 25 gennaio, a Worlds Collide, Toni Storm ha sfidato la campionessa Rhea Ripley per l'NXT Women's Championsip, ma è stata sconfitta. Il 26 gennaio, alla Royal Rumble, Toni Storm ha preso parte alla terza edizione del Women's Royal Rumble match entrando col numero 20, ma dopo 18:40 minuti è stata eliminata da Shayna Baszler. Nella puntata di NXT UK del 30 gennaio, viene mandata un'intervista di Toni Storm dopo la sconfitta subita a Worlds Collide, dicendo che è stata causata da Kay Lee Ray poiché non è ancora andata via dalla sua testa, affermando che ciò deve terminare. Nella puntata di NXT UK del 6 febbraio, Toni raggiunge Kay Lee Ray sul ring molto agguerrita, affermando che è stata rubata della vittoria e che il titolo è suo, la Ray risponde dicendo che questa di Toni è un'ossessione e le concede un'ulteriore chance per l'NXT UK Women's Championship con una stipulazione speciale, sarà un "I quit" match e nel caso di vittoria di Kay Lee, Toni non potrà cercare di conquistare la cintura se sarà la Ray a detenerla, promettendo che farà in modo di far pronunciare all'ex campionessa le parole di resa per poi abbandonare il ring. Nella puntata di NXT UK del 13 febbraio, Toni è nei corridoi dove si avvia dal General manager Johnny Saint e il suo assistente Sid Scala, dove gli comunica di aver accettato la sfida di Kay Lee Ray, firmando un contratto per ufficializzare l'incontro. Nella puntata di NXT UK del 20 febbraio, viene mandata un'intervista di Toni Storm in vista del match contro Kay Lee Ray, dandole dell'egoista che ottiene sempre ciò che vuole, ma non è scoraggiata, ha un'ultima chance per riprendersi ciò che è suo mettendo fine a tutto quello che le ha fatto, e farà di tutto pur di riuscirci. Nella puntata di NXT UK del 27 febbraio, Toni affronta Kay Lee Ray in un "I quit" match valevole per l'NXT UK Women's Championship, ma è stata sconfitta quando pronuncia le parole di resa al secondo tentativo della Ray di double stomp sulla sedia posizionata attorno al collo della Storm, che a fine match viene soccorsa dai medici e dalla sua amica Piper Niven, perdendo in questo modo la possibilità di ottenere future chance titolate se è Kay Lee a detenerlo.

#### NXT(2020–2021)
Nella puntata di NXT del 14 ottobre la Storm debuttò nello show sconfiggendo facilmente Aliyah. Nella puntata di NXT del 18 novembre la Storm e Ember Moon sconfissero Dakota Kai e Raquel González, ma successivamente la Storm effettuò un turn heel attaccando la Moon. Il 6 dicembre, a NXT TakeOver: WarGames IV, la Storm, Candice LeRae, Dakota Kai e Raquel González sconfissero Ember Moon, Io Shirai, Rhea Ripley e Shotzi Blackheart in un WarGames match. Nella puntata di NXT del 16 dicembre la Storm sconfisse Rhea Ripley. Nella puntata di NXT del 20 gennaio 2021 Toni e Mercedes Martinez vennero sconfitte da Kacy Catanzaro e Kayden Carter nei quarti di finale del Dusty Rhodes Tag Team Classic. Il 14 febbraio, a NXT TakeOver: Vengeance Day, Toni prese parte ad un Triple Threat match valevole per l'NXT Women's Championship che comprendeva anche la campionessa Io Shirai e Mercedes Martinez ma il match venne vinto dalla Shirai, che mantenne la cintura.

#### SmackDown(2021)
Debuttò nel main roster nell'episodio di SmackDown del 23 luglio, sconfiggendo Zelina Vega. Nella puntata di SmackDown dell'8 ottobre perse contro Zelina Vega nei quarti di finale del Queen's Crown Tournament. Il 19 novembre la WWE annunciò su Twitter il suo inserimento nel 5-on-5 elimination match di Survivor Series come parte del Team SmackDown. Durante l'evento, svoltosi il 21 novembre, prese parte al match contro il Team Raw ma venne eliminata da Liv Morgan. Successivamente, entrò in rivalità con Charlotte Flair, ma nel loro incontro del 24 dicembre a SmackDown per lo SmackDown Women's Championship ad uscirne vincitrice fu Flair.
Il 29 dicembre 2021 lasciò la WWE e il giorno seguente il giornalista Dave Meltzer ha dichiarato che la decisione è stata presa dalla Rossall stessa per combattere i problemi di ansia e gli attacchi panico di cui soffriva ormai da diversi anni.

### All Elite Wrestling (2022–presente)
Al termine della clausola di non competizione di 90 giorni presente nei contratti WWE, firmò per la All Elite Wrestling ed esordì nell'episodio di Dynamite del 30 marzo, dove batté The Bunny, qualificandosi per l'Owen Hart Foundation Tournament. Storm sconfisse Jamie Hayter nei quarti di finale del torneo, ma venne in seguito sconfitta in semifinale da Britt Baker. All'evento All Out sconfisse Baker, Hayter e Hikaru Shida in un four-way match conquistando l'AEW Interim Women's World Championship. Difese la cintura con Athena, Baker e Serena Deeb a AEW Dynamite: Grand Slam. Perse il titolo in favore di Hayter all'evento Full Gear, dopo 76 giorni di regno.
L'11 gennaio 2023 a Dynamite lottò in coppia con Saraya perdendo contro Hayter e Baker. La settimana seguente, Storm e Saraya effettuarono un turn heel aggredendo Willow Nightingale. A Revolution, dopo che Hayter aveva sconfitto Soho e Saraya, Soho attaccò Hayter e Baker alleandosi ufficialmente con Storm e Saraya. Il 10 marzo la stable si fece conoscere con il nome di The Outcasts.
Al ppv Double or Nothing, Storm sconfisse Hayter conquistando per la seconda volta l'AEW Women's World Championship. Nel primo episodio di Collision il 17 giugno, Storm e Soho debuttarono come tag team lottando con Blue e la Strong Women's Champion Willow Nightingale. Storm quindi difese il titolo contro Nightingale a AEW×NJPW: Forbidden Door. In luglio Storm sconfisse Taya Valkyrie in un title match a Battle of the Belts VII. Il 2 agosto a Dynamite perse la cintura in favore di Hikaru Shida.

## Personaggio

### Mosse finali
- Storm Zero (Double underhook powerbomb)
- Storm One (Headlock throw cutter)
- Strong Zero (Back to belly piledriver) – 2010–2017

## Titoli e riconoscimenti
- All Action Wrestling
  - AAW Women's Championship (1)[34]
- All Elite Wrestling
  - AEW Women's World Championship (4)[35][36][37]
- British Empire Wrestling
  - BEW Women's Championship (1)[38]
- Impact Pro-Wrestling
  - IPW Australian Women's Championship (1)

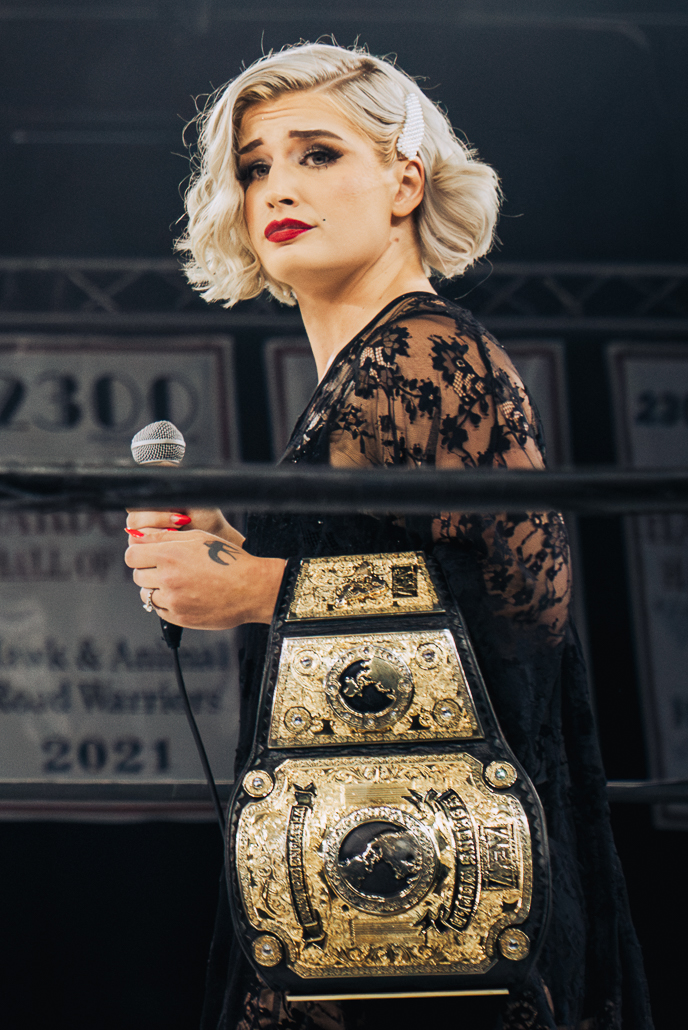
Toni Storm con l'AEW Women's World Championship, titolo che ha detenuto tre volte in carriera

  - IPW Australian Cruiserweight Championship (1)
  - IPW Australian Hardcore Championship (1)
- Pro Wrestling Alliance Queensland
  - PWAQ Women’s Championship (2)[39]
- Pro Wrestling Illustrated
  - 13ª tra le 100 migliori wrestler femminili nella PWI Women's 100 (2019)[40]
  - 1ª tra le 250 migliori wrestler femminili nella PWI Women's 250 (2024)[41]
- Progress Wrestling
  - Progress Women's Championship (1)[9]
- Westside Xtreme Wrestling
  - wXw Women's Championship (2)[42][43]
- World Wonder Ring Stardom
  - SWA World Championship (1)[44]
  - World of Stardom Championship (1)
- WWE
  - NXT UK Women's Championship (1)
  - Mae Young Classic (2018)